# Playa de Churín
La playa de Churín está en el concejo de Valdés, en el occidente del Principado de Asturias (España), forma parte de la Costa Occidental de Asturias, en el tramo que se enmarca en el conocido Paisaje Protegido de la Costa Occidental de Asturias; y pertenece al pueblo de Cadavedo.

## Descripción
Su forma es lineal, tiene una gran longitud llegando a unos 670 m y una anchura media de 20 m. El lecho está formado por arenas tostadas gruesas y piedras. El entorno es rural y la peligrosidad media, los accesos son peatonales pero muy difíciles e inferiores a unos 500 m por lo que el grado de ocupación es bajo.
El acceso más fácil es localizando, en primer lugar, el pueblo de Cadavedo que es el núcleo de población más cercano. Desde ahí hay que llegar a la «la ermita de La Regalina de Cadavedo» situada al oeste de la «punta del Cuerno» y debajo de unos peligrosísimos acantilados muy verticales y resbaladizos está la playa. Este difícil acceso es el mismo que para la Playa de Los Castros.
A pesar de no ser fácil disfrutar de la playa, hay otras alternativas como son la visita a la iglesia de Cadavedo y sus fiestas y el mirador de La Regalina.